# 里约博尼图
里约博尼图是巴西里约热内卢州的一个市镇。总面积462.176平方公里，总人口55051人，人口密度119.1人/平方公里。